# Гнаткевич Юрій Васильович
Ю́рій Васи́льович Гнатке́вич (4 квітня 1940, село Добривода, Радивилівський район, Рівненська область — 26 травня 2025) — український вчений, громадський діяч та політик. Народний депутат України. Кандидат педагогічних наук, доцент. Член партії ВО «Батьківщина».

## Біографія

### Освіта
У 1963 році закінчив Київський педагогічний інститут іноземних мов за фахом викладач німецької мови. Захистив кандидатську дисертацію «Методична типологія пасивної лексики (на матеріалі німецької мови)» під час роботи в (Київському педагогічному інституті іноземних мов, 1971 р.)
1956 — вступив до Київського інституту іноземних мов. Відрахований.
19 травня 1958 року — умовно засуджений «за антирадянську агітацію» (реабілітований 1994 року).
Протягом п'яти років працював на Корчуватському цегельному заводі. Закінчивши заочно інститут, працював викладачем німецької мови в Київському інженерно-будівельному інституті, Київському військовому училищі зв'язку.
1972–1990 — завідувач кафедри німецької мови Київського політехнічного інституту.
Мав дружину та сина. Помер 26 травня 2025 року у віці 85 років.

## Політична діяльність
Народний депутат України 1-го скликання з травня 1990 до травня 1994. Заступник голови Комісії з питань народної освіти і науки, входив до Народної Ради.
Був обраний народним депутоатом в Індустріальному виборчому окрузі № 8, м. Київ, під час проведення виборів у 1990 році у 2-му турі.
1-й тур: з'явилися 69.3 % виборців, за — 27.3 %. 2-й тур: з'явилися 64.7 % виборців, за — 54.1 %; 12 суперників (основний — Кожанов Б. О., голова виконкому Жовтневої райради народних депутатів, міста Києва, 1-й тур — 11.3 %, 2-й тур — 35.7).
1994 — кандидат у народні депутати України, Індустріальний виборчій округ № 7, місто Київ, висунутий виборцями, 1-й тур — 2.2 %, 11 місце з 27 претендентів.
Заступник голови Української партії «Єдність» (жовтень — грудень 1999), в. о. голови (до 18 лютого 2001), член Центральної ради УНП «Собор» (грудень 1999 — листопад 2005); член Президії Центральної ради УНП «Собор» (з жовтня 2001 року); голова Київської міської організації УРП «Собор» (з листопада 2002), член Центрального проводу УРП «Собор».
Березень 2002 року — кандидат в народні депутати України, виборчій округ № 223, місто Київ, самовисування. «За» — 2.21 %, 9-е місце з 21 претендента. На час виборів — голова Київського крайового об'єднання Всеукраїнського товариства «Просвіта», член УНП «Собор».
Народний депутат України 5-го скликання з 17 жовтня 2006 до червня 2007 від «Блоку Юлії Тимошенко», № 135 в списку. На час виборів: пенсіонер. Безпартійний член фракції «Блок Юлії Тимошенко» (з 17 жовтня 2006). Голова підкомітету з питань етнополітики та упередження національних конфліктів Комітету з питань прав людини, національних меншин і міжнаціональних відносин (з 13 грудня 2006). 12 червня 2007 року достроково припинив свої повноваження під час масового складення мандатів депутатами-опозиціонерами з метою проведення позачергових виборів до Верховної ради
Народний депутат України 6-го скликання з 23 листопада 2007 від «Блоку Юлії Тимошенко», № 110 в списку. На час виборів: пенсіонер, член партії ВО «Батьківщина». Член фракції «Блок Юлії Тимошенко» (з 23 листопада 2007). Голова підкомітету з питань жертв політичних репресій, етнополітики, упередження національних конфліктів, біженців, міграції та у зв'язках з українцями, які проживають за кордоном Комітету з питань прав людини, національних меншин і міжнаціональних відносин (з 26 грудня 2007).

## Громадська та наукова діяльність
Віце-президент Асоціації народних депутатів України попередніх скликань (1996–1998). Виконавчий директор Проекту зв'язків законодавчої влади з громадськістю Програми сприяння парламентові України (листопад 1994 — лютий 2000).
Голова Київської крайової організації Всеукраїнського товариства «Просвіта» (1990–1993, 1996–2001, лютий 2001 — грудень 2002). Член Центрального правління ВУТ «Просвіта».
Голова Київського благодійного фонду імені Олекси Гірника «Українським дітям — українське слово».
Голова Просвітницького Центру національного відродження ім. Євгена Чикаленка (з 2016 р.)
Автор понад 50 наукових публікацій, зокрема: монографії «Навчання лексичного аспекту чужоземної мови у вищих навчальних закладах» (1999 р.).

### Книги
- Чи злетить птах у синє небо (нариси про русифікованих і русифікаторів); ВЦ «Просвіта», 2009 р.
- За святу українську справу. ВЦ «Просвіта», 2005 р.
- Анти-Табачник: чом птах у синє небо не злетів?.. (Київ, 2009, "Видавничий центр «Просвіта»)
- Словник- Антисуржик. Посібник для українців, що спілкуються російською мовою, бо соромляться своєї засміченої української.. Видання 4-те. 2016 р.

Кандидат педагогічних наук, доцент.

## Нагороди
- Орден «За заслуги» ІІІ ступеня (серпень 1997)[8]
- Орден Архістратига Михаїла (квітень 1995 р)
- Орден Рівноапостольного князя Володимира (квітень 2010 р)